# Lijst van beelden in Curaçao
Dit is een (incomplete) chronologische lijst van beelden in Curaçao.
Onder een beeld wordt hier verstaan elk driedimensionaal kunstwerk in de openbare ruimte van het Caribische eiland Curaçao, waarbij beeld wordt gebruikt als verzamelbegrip voor sculpturen, standbeelden, installaties, gedenktekens en overige beeldhouwwerken. De openbare ruimte is vrij toegankelijk gebied zoals parken, pleinen en publiekelijk toegankelijke gebouwen (bijvoorbeeld een bibliotheek of ziekenhuis), dit betekent dat beeldentuinen, zoals Beeldentuin Blue Bay, hoewel fotograferen daar vaak is toegestaan, buiten deze lijst worden gehouden omdat er meestal toegang betaald moet worden.
Zie voor een volledig overzicht van de beschikbare afbeeldingen de categorie Beelden in Curaçao op Wikimedia Commons.
| Geplaatst         | Omschrijving                                                          | Kunstenaar                        | Straat                                                | Plaats          | Materiaal                           | Afbeelding |
| ----------------- | --------------------------------------------------------------------- | --------------------------------- | ----------------------------------------------------- | --------------- | ----------------------------------- | ---------- |
| 24 april 1912     | Elias S.L. Maduro                                                     | Onbekend                          | Scharlooweg-Plasa Horacio Hoyer                       | Willemstad      | Marmer                              |            |
| 1925              | Louis Brion (borstbeeld)                                              | John de Pool                      | Tuin van Curaçaos Museum                              | Willemstad      | Brons                               |            |
| 1898              | Koningin Wilhelmina der Nederlanden                                   |                                   | Koningin Wilhelminapark                               | Willemstad      | Natuursteen                         |            |
| 29 september 1927 | Monseigneur Martinus Johannes Niewindt                                | Leone Tomassi                     | Breedestraat                                          | Otrabanda       | Marmer                              |            |
| 17 december 1930  | Obelisk ter herinnering aan Simon Bolivar                             | Onbekend                          | Scharloo                                              | Willemstad      | Graniet                             |            |
| 1 april 1931      | Grafmonument Jan Appel                                                |                                   | Protestantse begraafplaats, Roodeweg                  | Willemstad      | Marmer en brons                     |            |
| 14 november 1937  | Ludovicus M. Jansen                                                   | Leone Tommasi                     | Kaya Zusternan di Schijndel                           | Pietermaai      | Marmer                              |            |
| 24 juli 1947      | Simón Bolívar                                                         | Onbekend                          | Scharloo                                              | Willemstad      | Brons en natuursteen                |            |
| 6 juli 1950       | Louis Brion (gezeten met een anker tussen zijn benen)                 | Gabrielle de St.Denis             | Tuin van het Curaçaosch Museum (origineel Briónplein) | Willemstad      | Brons                               |            |
| 7 augustus 1953   | Vrouwe des Overvloeds                                                 | Albert Polydor Termote            | Fort Amsterdam                                        | Willemstad      | Brons en natuursteen                |            |
| 8 december 1954   | Mariamonument                                                         | J. Fernandez dell Villar          | Presidente Romulo Bethancourtbulevar                  | Marmer en brons |                                     |            |
| 19 oktober 1955   | Autonomiemonument                                                     | J. Fresco                         | Rijkseenheidboulevard                                 | Willemstad      | Aluminium en beton                  |            |
| 11 juli 1956      | Louis Brion (staand beeld, gewijzigde voet)                           | Renzo Bianchini                   | Briónplein                                            | Willemstad      | Brons                               |            |
| 30 april 1957     | Koningin Juliana                                                      | Renzo Bianchini                   | Julianaplein                                          | Willemstad      | Marmer                              |            |
| 4 mei 1957        | Monument voor de gevallenen / Monument Gevallenen Tweede Wereldoorlog | Fred Carasso                      | Waaigat                                               | Willemstad      | Brons en beton                      |            |
| 1 juli 1963       | Emancipatiemonument                                                   | Pascual Ridderplaat               | Tussen Rifwater en de Caraïbische Zee                 | Willemstad      | Beton                               |            |
| 5 juli 1963       | Manuel Carel Piar                                                     | Santiago Poletto Lamberti         | Plaza Piar                                            | Willemstad      | Brons                               |            |
| mei 1965          | Boog der Sterken                                                      | W. van Berkel                     | Voor ingang van polikliniek Isla                      | Willemstad      | Staal, beton en ijzer               |            |
| mei 1965          | Zonnewijzer Shell                                                     | Piet Brouwer, Rob Nijhuis         | Plein voor het hoofdkantoor van Isla                  | Emmastad        | Brons                               |            |
| 29 juni 1966      | San Pedro                                                             | Onbekend                          | San Pedrokerk                                         | Westpunt        | Marmer                              |            |
| 26 januari 1972   | Juan Pablo Duarte                                                     | Onbekend                          | Sto. Domingoweg                                       | Buena Vista     | Beton en brons                      |            |
| 1973 (plaatsing)  | Manuel Carel Piar                                                     | Vincent Pieter Semeyn Esser       | Tuin Curaçaosch Museum                                | Willemstad      | Brons en natuursteen                |            |
| 11 februari 1973  | Moises Frumencio da Costa Gomez                                       | Carlo Pisi                        | Da Costa Gomezplein                                   | Punda           | Brons en marmer                     |            |
| 23 april 1973     | Moises Frumencio da Costa Gomez                                       | Carlo Pisi                        | Penstraat                                             | Willemstad      | Brons                               |            |
| 26 juli 1974      | Manuel Carel Piar                                                     | Onbekend                          | Scharloo                                              | Willemstad      | Brons en marmer                     |            |
| 6 november 1974   | Monument slachtoffers ramp Koningin Julianabrug                       | Alberto Badaracco                 | Naast oprit Punda-zijde Koningin Julianabrug          | Willemstad      | Beton en brons                      |            |
| 30 juli 1975      | Louis Brion                                                           | Onbekend                          | Scharloo                                              | Willemstad      | Brons en marmer                     |            |
| 27 november 1977  | Simon Bolivar                                                         | Onbekend                          | Penstraat                                             | Willemstad      | Brons en beton                      |            |
| 29 november 1981  | Andres Bello                                                          | Rus                               | Andres Belloplein                                     | Willemstad      | Brons en beton                      |            |
| 3 november 1983   | Jacobo Palm                                                           | Erwin de Vries                    | Entreehal Centro Pro Arte                             | Willemstad      | Brons en hout                       |            |
| 20 mei 1984       | Phelippi Benito Chakutoe                                              | Erwin de Vries                    | De Rouvilleweg                                        | Otrabanda       | Brons en koperen platen             |            |
| 19 oktober 1984   | Chris Engels                                                          | Erwin de Vries                    | Polikliniek Sint Elisabeth Hospitaal                  | Willemstad      | Brons en hout                       |            |
| 30 november 1986  | Edgar Palm                                                            | Petronella Huberta van Lith       | Entreehal Centro Pro Arte                             |                 | Brons                               |            |
| 3 mei 1987        | Buste Cola Debrot                                                     | Pieter de Monchy                  | Plasa Gobernador Cola Debrot                          | Willemstad      | Brons en graniet                    |            |
| 18 oktober 1987   | Raoul Römer                                                           | Frits Stapel                      | Universiteit van Curaçao                              |                 | Brons en beton                      |            |
| 1 mei 1988        | Abraham Mendes Chumaceiro                                             | Pieter de Monchy                  | A.M. Chumaceirobulevar                                | Willemstad      | Brons en granito                    |            |
| 29 oktober 1989   | Pierre Lauffer                                                        | Erwin de Vries                    | Openbare bibliotheek                                  |                 | Brons                               |            |
| 14 januari 1990   | Elis Juliana                                                          | Petronella Huberta van Lith       | Openbare Bibliotheek                                  |                 | Brons                               |            |
| 9 april 1991      | Awa di Jobe                                                           | Onbekend                          | Hoek Theaterstraat – De Ruyterkade                    | Willemstad      | Brons, marmer en geglazuurde tegels |            |
| 1991              | Carillon Smeets                                                       | Onbekend                          | Plasa Smeets                                          | Willemstad      | Brons en roestvast staal            |            |
| 16 mei 1993       | Angel Job                                                             | Petrus Hermanus d'Hont            | Plasa Angel Job                                       |                 | Brons en natuursteen                |            |
| 30 januari 1994   | Wilfrido Franco                                                       | Silvestre Chacón, Ashley Mauricia | Landhuis Kortijn                                      | Otrabanda       | Brons en beton                      |            |
| 15 december 1994  | Ephrain Jonckheer                                                     | Bualberto Rocchi                  | Plasa Dr. Ephrain Jonckheer                           |                 | Brons en natuursteen                |            |
| 23 december 1994  | Frans Karner                                                          | J.F.C. Brandon                    | De Rouvilleweg                                        | Otrabanda       | Brons en granito                    |            |